# Lucas Andersen
Lucas Qvistorff Andersen (Aalborg, 13 de septiembre de 1994) es un futbolista danés que juega como mediocampista y se encuentra sin equipo tras abandonar el Queens Park Rangers F. C.

## Selección nacional
Ha sido internacional con la selección de fútbol de Dinamarca; donde hasta ahora, ha jugado siete partidos internacionales y no ha anotado goles por dichos seleccionado.

## Clubes
| Club                      | País         | Año       |
| ------------------------- | ------------ | --------- |
| Aalborg BK                | Dinamarca    | 2011-2012 |
| A. F. C. Ajax             | Países Bajos | 2012-2016 |
| Willem II (cedido)        | Países Bajos | 2015-2016 |
| Grasshoppers              | Suiza        | 2016-2019 |
| Aalborg BK (cedido)       | Dinamarca    | 2018-2019 |
| Aalborg BK                | Dinamarca    | 2019-2024 |
| Queens Park Rangers F. C. | Inglaterra   | 2024-2025 |